# Popanyinning
Popanyinning is een plaats in de regio Wheatbelt in West-Australië.

## Geschiedenis
Ten tijde van de Europese kolonisatie leefden de Wiilman Nyungah Aborigines in de streek. In 1869 vermeldde John Forrest de Aboriginesnaam voor een waterpoel in de rivier de Hotham, 'Popaning'.
In 1889 werd de Great Southern Railway, aangelegd door de Western Australian Land Company (WALC), geopend. Er werd een nevenspoor voorzien waar later Popanyinning zou worden gesticht. In 1896 kocht de West-Australische overheid de spoorweg en de belendende gronden van de WALC over. In 1903 besloot de overheid aan het nevenspoor enkele kavels op te meten en in 1904 werd het dorp Popanyinning officieel gesticht. Het werd naar de nabijgelegen waterpoel in de Hotham vernoemd.
Tegen 1906 woonden er een zeventigtal families in de streek. Op 2 april 1906 opende het Popanyinning Hotel. Het jaar erop werd een gemeenschapszaal (En: 'Town Hall') in gebruik genomen. In april 1913 werd het spoorwegstation van Popanyinning afgewerkt.
Op 9 juli 1978 brandde het hotel af. Het werd niet meer heropgebouwd.

## Beschrijving
Popanyinning maakt deel uit van het landbouwdistrict Shire of Cuballing. Het heeft een gemeenschapshuis, een school en enkele sportfaciliteiten.
In 2021 telde Popanyinning 208 inwoners, tegenover 87 in 2006.

## Transport
Popanyinning ligt 173 kilometer ten zuidoosten van Perth, 207 kilometer ten noordoosten van Bunbury en 20 kilometer ten noorden van Cuballing, langs de Great Southern Highway. Over de Great Southern Railway die door Popanyinning loopt rijden hoofdzakelijk graantreinen van de CBH Group.

## Klimaat

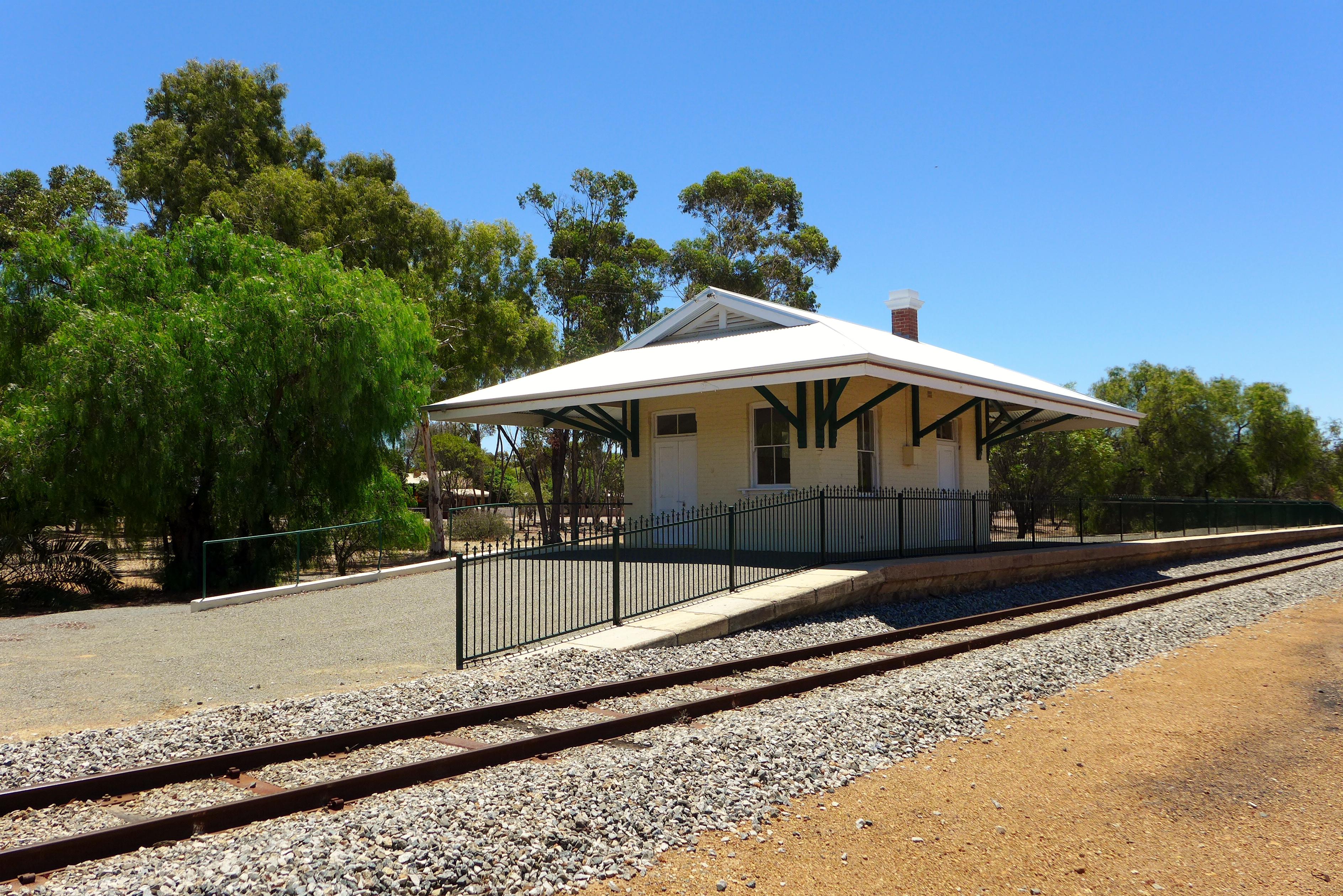
voormalig spoorwegstation

Popanyinning kent een warm mediterraan klimaat, Csa volgens de klimaatclassificatie van Köppen. De gemiddelde jaarlijkse temperatuur bedraagt 16,4 °C en de gemiddelde jaarlijkse neerslag ligt rond 454 mm.
Aldersyde · Amery · Ardath · Arthur River · Baandee · Babakin · Badgingarra · Badjaling · Bailup · Bakers Hill · Balkuling · Ballaying · Ballidu · Beacon · Beenong · Beermullah · Bejoording · Belka · Bencubbin · Bendering · Benjaberring · Beverley · Bilbarin · Bindi Bindi · Bindoon · Bodallin · Bolgart · Bonnie Rock · Boolading · Booraan · Brookton · Bruce Rock · Bullaring · Bullfinch · Bulyee · Bungulla · Buntine · Burakin · Burracoppin · Cadoux · Calingiri · Campion · Caraban · Carrabin · Cataby · Cervantes · Chandler · Chittering · Clackline · Cold Harbour · Congelin · Coomberdale · Copley · Corrigin · Cowcowing · Crossman · Cuballing · Culbin · Cunderdin · Dalwallinu · Dandaragan · Dangin · Darkan · Dattening · Dongolocking · Doodlakine · Dowerin · Dudinin · Dumbleyung · Duranillin · Dwarda · Ejanding · Elabbin · Erikin · Gabbin · Gingin · Goomalling ·  Grass Valley · Greenhills · Guilderton · Gwambygine · Harrismith · Highbury · Hines Hill · Holt Rock · Hyden · Jelcobine · Jennacubbine · Jennapullin · Jitarning · Jurien Bay · Kalannie · Karlgarin · Kellerberrin · Kondinin · Kondut · Koojan · Koolyanobbing · Koorda · Korbel · Korrelocking · Kukerin · Kulin · Kulja · Kulyaling · Kunjin · Kununoppin · Kweda · Kwelkan · Kwolyin · Lancelin · Lake Brown · Lake Grace · Lake King · Ledge Point · Manmanning · Marvel Loch · Meckering · Meenaar · Merredin · Miling · Minnivale · Mogumber · Mokine · Moodiarrup · Mooliabeenee · Moora · Moorine Rock · Moorumbine · Moulyinning · Mount Hardey · Mount Kokeby · Mount Walker · Muchea · Mukinbudin · Muntadgin · Nalya · Nangeenan · Narembeen · Narrogin · New Norcia · Newdegate · Nilgen · Nokaning · North Bannister · Northam · Nukarni · Nungarin · Pantapin · Piawaning · Piesseville · Pingaring · Pingelly · Pithara · Popanyinning · Quairading · Quindanning · Regans Ford · Seabird · Shackleton · Southern Cross · Spencers Brook · Tammin · Tincurrin · Toodyay · Trayning · Varley · Wagin · Walebing · Walgoolan · Wandering · Wannamal · Watheroo · Welbungin · West Dale · West Toodyay · Westonia · Wialki · Wickepin · Wilbinga · Williams · Wongan Hills · Woodridge · Wubin · Wundowie · Wyalkatchem · Yealering · Yelbeni · Yellowdine · Yilliminning · Yerecoin · York · Yorkrakine · Yornaning · Yoting · Youndegin